# Queen Rocks
Queen Rocks — збірка пісень британського рок-гурту «Queen», що вийшла 3 листопада 1997 року.

## Вміст
Альбом являє собою «важку» добірку пісень «Queen». Він також містив один новий трек «No-One but You (Only the Good Die Young)», який є ніжною баладою. Ця пісня почала своє життя як трек для сольного альбому Браяна Мея «Another World» (1998), інші учасники вирішили записати її як завершення своєї кар'єри в «Queen». Це був останній оригінальний студійний запис 1990-х років за участю Браяна Мея, Роджера Тейлора і Джона Дікона і один з небагатьох записів без вокаліста «Queen» Фредді Мерк'юрі (інші приклади — «Good Company» і «Sleeping on the Sidewalk»).
Альбом унікальний для каталогу Queen, бо навмисно не відповідає стандартному формату колекції «greatest hits». Присутні деякі хіти («We Will Rock You», «I Want It All» і «Fat Bottomed Girls»), в той час, як інші треки ніколи не випускалися як сингли («Put Out the Fire», «Tear It Up» і «Sheer Heart Attack»). Альбом також містить ремейк «I Can't Live With You», з набагато гучнішою і важчою гітарою та агресивнішими ударними.

## Трек-лист
| Перша сторона | Перша сторона                                                             | Перша сторона     | Перша сторона |
| #             | Назва                                                                     | Автор             | Тривалість    |
| ------------- | ------------------------------------------------------------------------- | ----------------- | ------------- |
| 1.            | «We Will Rock You» (з «News of the World», 1977)                          | Браян Мей         | 2:01          |
| 2.            | «Tie Your Mother Down» (синглова версія, з «A Day at the Races», 1976)    | Браян Мей         | 3:45          |
| 3.            | «I Want It All» (гібридний альбом/синглова версія, з «The Miracle», 1989) | Браян Мей         | 4:30          |
| 4.            | «Seven Seas of Rhye» (з «Queen II», 1974)                                 | Фредді Мерк'юрі   | 2:47          |
| 5.            | «I Can't Live with You» (1997 Rocks Retake, з «Innuendo», 1991)           | Queen (Браян Мей) | 4:35          |

| Друга сторона | Друга сторона                                           | Друга сторона | Друга сторона |
| #             | Назва                                                   | Автор         | Тривалість    |
| ------------- | ------------------------------------------------------- | ------------- | ------------- |
| 6.            | «Hammer to Fall» (альбомна версія, з «The Works», 1984) | Браян Мей     | 4:30          |
| 7.            | «Stone Cold Crazy» (з «Sheer Heart Attack», 1974)       | Queen         | 2:14          |
| 8.            | «Now I'm Here» (з «Sheer Heart Attack», 1974)           | Браян Мей     | 4:12          |
| 9.            | «Fat Bottomed Girls» (альбомна версія, з «Jazz», 1978)  | Браян Мей     | 4:18          |
| 10.           | «Keep Yourself Alive» (з «Queen», 1973)                 | Браян Мей     | 3:44          |

| Третя сторона | Третя сторона                                                                               | Третя сторона | Третя сторона |
| #             | Назва                                                                                       | Автор         | Тривалість    |
| ------------- | ------------------------------------------------------------------------------------------- | ------------- | ------------- |
| 11.           | «Tear It Up» (з «The Works», 1984)                                                          | Браян Мей     | 3:28          |
| 12.           | «One Vision» (альбомна версія, з «A Kind of Magic», 1986)                                   | Queen         | 5:09          |
| 13.           | «Sheer Heart Attack» (з «News of the World», 1977)                                          | Роджер Тейлор | 3:26          |
| 14.           | «I'm in Love with My Car» (гібридний альбом/синглова версія з «A Night at the Opera», 1975) | Роджер Тейлор | 3:05          |

| Четверта сторона | Четверта сторона                                                      | Четверта сторона  | Четверта сторона |
| #                | Назва                                                                 | Автор             | Тривалість       |
| ---------------- | --------------------------------------------------------------------- | ----------------- | ---------------- |
| 15.              | «Put Out the Fire» (з «Hot Space», 1982)                              | Браян Мей         | 3:20             |
| 16.              | «Headlong» (з «Innuendo», 1991)                                       | Queen (Браян Мей) | 4:33             |
| 17.              | «It's Late» (з «News of the World», 1977)                             | Браян Мей         | 6:29             |
| 18.              | «No-One but You (Only the Good Die Young)» (раніше не виходила, 1997) | Браян Мей         | 4:11             |

## Відеоверсія
Була створена відеоверсія альбому. Вона містила відео до всіх цих пісень, що трохи відрізнялися від оригіналу.
1. «I Want It All» (оригінальне відео, за винятком того, що в ньому використані кліпи зі знаменитого концерту на стадіоні «Вемблі» 1986 року)
2. «We Will Rock You» (використовували кліпи «Queen» виконані на Вемблі'86, Будапешт'86, Монреаль'81, Live Aid'85, Японія'79, Hammersmith'79, Х'юстон'77, Буенос-Айрес'81, Ріо-де-Жанейро'85, Milton Keynes'82, і оригінальне відео, також використовують уривки з оригінального відео)
3. «Keep Yourself Alive» (використовували кліпи з двох оригінальних відео 1973 року, і BBC-версія з кадрами з чорно-білих фільмів)
4. «Fat Bottomed Girls» (подовжена версія оригінального відео, зокрема ніколи не бачені кадри)
5. «Sheer Heart Attack» (рідкісне відео, відео містить кліпи «Queen», виконані на Rainbow'74, Hammersmith'75, Earl's Court'77, Х'юстон'77, Hammersmith'79, Буенос-Айрес'81, Вемблі'86, і кліпи з інших відео «Queen», таких як «Under Pressure» і «Keep Yourself Alive»)
6. «I'm in Love with My Car» (рідкісне відео, відео містить кліпи пісень «Queen» виконані на Hammersmith'79, поряд з кадрами ричання автомобілів)
7. «It's Late» (рідкісне відео, відео містить кліпи з виступів «Queen» на Rainbow'74, Вемблі'86, Milton Keynes'82, Hammersmith'75, Буенос-Айрес'81, Х'юстон'77, Earl's Court'77, Японія'79, Ріо-де-Жанейро'85, і кліпи з інших відео «Queen», таких як «Keep Yourself Alive», «Princes of the Universe», «Killer Queen», «These Are the Days of Our Lives» і «The Miracle»)
8. «Tie Your Mother Down: Through the Years» (кліпи з: Японія'85, Вемблі'86, Х'юстон'77, Hammersmith'79, Earl's Court'77, Ріо-де-Жанейро'85, Будапешт'86, Париж'79, Франкфурт'82, Монреаль'81 і з Концерту пам'яті Фредді Мерк'юрі)
9. «Seven Seas of Rhye» (злегка змінене DoRo-відео 1992 року з кадрами з Токіо'75 і Токіо'85)
10. «Put Out the Fire» (виступ в Осаці'82 з кліпами зі старих чорно-білих фільмів)
11. «One Vision (extended)» (оригінальне відео з небаченими раніше кадрами)
12. «Makings of No-One But You»

## Музиканти
- Фредді Мерк'юрі — головний і бек-вокал, плескання, тупотіння, синтезатор, піаніно, орган Хаммонда (крім «No-One but You (Only the Good Die Young)»)
- Браян Мей — спільний головний вокал в «No-One but You (Only the Good Die Young)», «I Want It All» (брідж), «Fat Bottomed Girls» (приспів), «Keep Yourself Alive» (брідж) і «Put Out The Fire» (фальцет наприкінці куплету), бек-вокал, електрична та акустична гітари, плескання, тупотіння, клавішні, піаніно, синтезатор, семплер, програмування ударних
- Роджер Тейлор — головний вокал в «I'm In Love With My Car», спільний головний вокал в «No-One but You (Only the Good Die Young)», «Keep Yourself Alive» (брідж) і «Sheer Heart Attack», бек-вокал, акустичні та електронні ударні, перкусія, бубон, тронка, плескання, тупотіння, ритм-гітара, бас-гітара
- Джон Дікон — бас-гітара, плескання, тупотіння (крім «Sheer Heart Attack»)

### Додатковий персонал
- Девід Річардс — клавішні в «I Can't Live With You (1997 Rocks Retake)»
- Фред Мендел — синтезатор в «Hammer to Fall»